# 犰狳芋螺
犰狳芋螺（学名：Conus armadillo）为芋螺科芋螺屬下的一个种。